# Vlk stepní
Vlk stepní (Canis lupus campestris) je poddruh vlka obecného obývající především stepní oblasti v pásu od Rumunska a Maďarska přes Ukrajinu, jižní Rusko a oblast Kavkazu až po střední Asii a Kazachstán.
Vlci tohoto poddruhu jsou průměrné velikosti, váží obvykle 35–40 kg, tedy o něco méně než u nominátního poddruhu vlk eurasijský. Srst je řidší, hrubší a kratší. Boky jsou světle šedé, hřbet rezavě šedý nebo nahnědlý se silnou příměsí černých chlupů. Hřbetní srst v kohoutku obvykle délkou nepřesahuje 70–75 mm. Srst vlků z Kazachstánu a střední Asie obsahuje obvykle více červených tónů. Ocas je jen chudě osrstěný.